# Championnat de Chine de football de deuxième division 2013
Navigation
Édition précédente Édition suivante
La saison 2013 de Chinese League One est la dixième édition du championnat de Chine de D2. Deuxième niveau de la hiérarchie du football en Chine après la Chinese Super League, le championnat oppose seize clubs chinois en une série de trente rencontres, dont deux promus de Chinese League Two et un relégué de Chinese Super League.

## Les 16 clubs participants
| Club                   | Dernière montée | Classement 2012 | Entraîneurs        | Depuis | Stade                     | Capacité théorique |
| ---------------------- | --------------- | --------------- | ------------------ | ------ | ------------------------- | ------------------ |
| Henan Jianye           | 2013            | 16 (CSL)        | Tang Yaodong       | 2013   | Stade Zhengzhou Hanghai   | 29 860             |
| Shijiazhuang Yongchang | 2012            | 3               | Li Shubin          | 2013   | Stade Yutong              | 38 500             |
| Harbin Yiteng          | 2012            | 4               | Duan Xin           | 2011   | Stade Harbin              | 50 000             |
| Chongqing Lifan        | 2011            | 5               | Wang Baoshan       | 2013   | Stade Fuling              | 22 000             |
| Tianjin Songjiang      | 2011            | 6               | Pei Encai          | 2013   | Stade Tianjin Tuanbo      | 22 320             |
| Shenzhen Ruby          | 2012            | 7               | Philippe Troussier | 2011   | Stade Baoan               | 40 000             |
| Chongqing              | 2012            | 8               | Manuel Cajuda      | 2013   | Stade olympique Chongqing | 58 680             |
| Chengdu Blades         | 2012            | 9               | Patrick Aussems    | 2013   | Stade Shuangliu           | 26 000             |
| Guangdong Sunray Cave  | 2009            | 10              | Zhang Jun          | 2013   | Stade Guangdong           | 15 000             |
| Hunan Billows          | 2010            | 11              | Huang Cheng        | 2013   | Stade Helong              | 55 000             |
| Shenyang Shenbei       | 2011            | 12              | Li Jinyu           | 2013   | Stade université Shenyang | 12 000             |
| Yanbian Changbai       | 2005            | 13              | Li Guanghao        | 2013   | Stade Hailanjiang         | 32 000             |
| Beijing BIT            | 2007            | 14              | Yuan Wei           | 2013   | Stade du BIT              | 5 000              |
| Beijing Baxy           | 2010            | 15              | Goran Tomić        | 2013   | Stade Chaoyang            | 8 000              |
| Guizhou Zhicheng       | 2013            | 1 (CL2)         | Arie Schans        | 2013   | Stade Guizhou             | 30 000             |
| Hubei Huakaier         | 2013            | 2 (CL2)         | Li Jun             | 2012   | Stade Huangshi            | 15 000             |

Légende des couleurs
- Relégué de Chinese Super League
- Promu de Chinese League Two

### Localisation des villes
Deux équipes sont domiciliées à Chongqing et à Pékin, capitale de la Chine. Les autres équipes participant à la compétition sont toutes issues de villes différentes.
| \| Localisation de la Chine en Asie \| Baxy Songjiang BIT Lifan Chongqing Billows Blades Sunray Cave Shenbei Ruby Yongchang Changbai Jianye Zhicheng Huakaier Yiteng |
| Localisation de la Chine en Asie |

Localisation des clubs engagés en League One 2013

## Compétition

### Classement
| Rang | Équipe                 | Pts | J  | G  | N  | P  | Bp | Bc | Diff |
| ---- | ---------------------- | --- | -- | -- | -- | -- | -- | -- | ---- |
| 1    | 'Henan Jianye R'       | 62  | 30 | 18 | 8  | 4  | 51 | 21 | +30  |
| 2    | Harbin Yiteng          | 60  | 30 | 18 | 6  | 6  | 55 | 29 | +26  |
| 3    | Guangdong Sunray Cave  | 57  | 30 | 17 | 6  | 7  | 51 | 29 | +22  |
| 4    | Chongqing Lifan        | 56  | 30 | 17 | 5  | 8  | 45 | 27 | +18  |
| 5    | Shenzhen Ruby          | 49  | 30 | 15 | 4  | 11 | 50 | 57 | -7   |
| 6    | Shenyang Shenbei       | 47  | 30 | 13 | 8  | 9  | 46 | 39 | +7   |
| 7    | Beijing Baxy           | 41  | 30 | 11 | 8  | 11 | 35 | 42 | -7   |
| 8    | Shijiazhuang Yongchang | 40  | 30 | 10 | 10 | 10 | 26 | 25 | +1   |
| 9    | Beijing BIT            | 35  | 30 | 10 | 5  | 15 | 32 | 42 | -10  |
| 10   | Tianjin Songjiang      | 35  | 30 | 8  | 11 | 11 | 31 | 36 | -5   |
| 11   | Yanbian Changbai       | 31  | 30 | 9  | 7  | 14 | 42 | 52 | -10  |
| 12   | Hunan Billows          | 30  | 30 | 7  | 9  | 14 | 27 | 40 | -13  |
| 13   | Hubei Huakaier P       | 30  | 30 | 8  | 6  | 16 | 27 | 41 | -14  |
| 14   | Chengdu Blades         | 29  | 30 | 7  | 8  | 15 | 27 | 37 | -10  |
| 15   | Chongqing              | 29  | 30 | 7  | 8  | 15 | 24 | 36 | -12  |
| 16   | Guizhou Zhicheng P     | 26  | 30 | 5  | 11 | 14 | 29 | 45 | -16  |

Promotions et relégations
- Montée en Chinese Super League 2014
- Relégation en Chinese League Two 2014

Abréviations
- R : Relégué de Chinese Super League 2012
- P : Promu de Chinese League Two 2012

Sanctions
Autre

### Leader (journée par journée)
NB : À l'issue de la 2e journée, Guangdong Sunray Cave et Chongqing Lifan étaient leaders ex-æquo.

## Statistiques

### Meilleurs buteurs
| Rang | Joueur         | Club                   | Buts |
| ---- | -------------- | ---------------------- | ---- |
| 1    | Babacar Gueye  | Shenzhen Ruby          | 23   |
| 2    | Guto           | Chongqing Lifan        | 19   |
| 3    | Lee Jae-min    | Yanbian Changbai       | 18   |
| 3    | José Duarte    | Shenyang Shenbei       | 18   |
| 5    | Dori           | Guangdong Sunray Cave  | 16   |
| 5    | Danilo Peinado | Beijing BIT            | 16   |
| 7    | Leandro Netto  | Hunan Billows          | 13   |
| 7    | Rodrigo        | Harbin Yiteng          | 13   |
| 9    | Johnny Woodly  | Shijiazhuang Yongchang | 12   |
| 9    | Bu Xin         | Harbin Yiteng          | 12   |

### Récompenses de la saison
- Meilleur joueur de la saison :
  -  Xu Yang (Henan Jianye)
- Meilleur buteur de la saison :
  -  Babacar Gueye (Shenzhen Ruby)
- Meilleur gardien de la saison :
  -  Zhou Yajun (Henan Jianye)
- Meilleur entraîneur de la saison :
  -  Tang Yaodong (Henan Jianye)